# Niederdruckvorwärmer
Ein Niederdruckvorwärmer ist ein Vorwärmer, der vor der Speisepumpe in Dampfkesseln verbaut ist. Im Gegensatz zu einem Hochdruckvorwärmer ist die Druckbelastung der Vorwärmer wesentlich geringer. Allerdings darf das Speisewasser, um Kavitation zu verhindern, nicht in der Speisepumpe verdampfen, was von der Temperatur nach den Niederdruckvorwärmer abhängig ist.
Niederdruckvorwärmer sind vor allem in Dampfturbinenkraftwerken verbaut. Die Speisewasservorwärmung erhöht den thermischen Wirkungsgrad des Dampfprozesses. Der Dampf für den Betrieb der Niederdruckvorwärmer wird aus Anzapfungen der Mittel- und Niederdruckturbine entnommen. Der Prozess wird in mehreren Stufen durchgeführt, da er dann durch die geringere Temperaturdifferenz thermodynamisch günstiger ist. Hierfür ist der Begriff Niederdruckvorwärmerstraße üblich. Nachteil von mehr Stufen ist der höhere Kostenaufwand, da jede Stufe eigene Anzapfungen braucht und eigene Sicherheitsvorrichtungen braucht, die durch den TÜV überwacht und gewartet werden müssen.